# 諾恩三女神

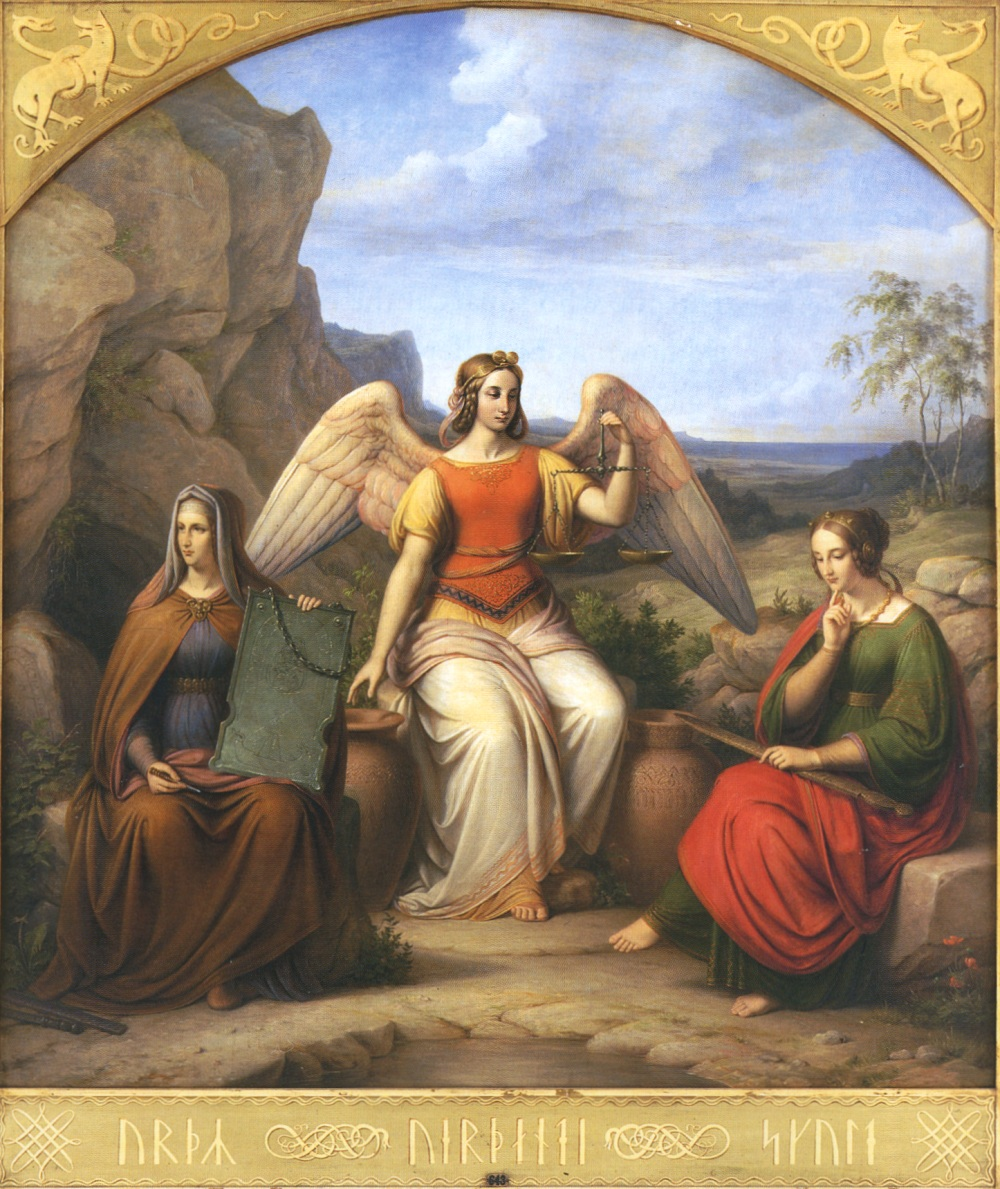
這幅浪漫主義的油畫顯示擁有翅膀的諾倫三女神，與民間傳說剛好相反。諾倫三女神纺织着命运之网，决定着众神与众生的命运。画中居左者为兀兒德，她正展读着过去；居中者为代表着现在则风华正茂的薇兒丹蒂；而代表着未来的斯庫爾德常蒙着神秘的面纱，手持着未来之卷轴，却从不张开来翻看。

諾倫三女神或諾恩三女神（或省掉「三女神」三字。古諾斯語：；英語：或是複數形nornir），是北歐神話中的命運女神。
諾倫三女神是智慧巨人密米爾的三個女兒，另一說是巨人諾爾維（時間）的女兒。
其中大女兒兀兒德（Urd）司掌「過去」，二女兒薇兒丹蒂（Verthandi）司掌「現在」，小女兒斯庫爾德（Skuld）司掌「未來」。这三姊妹不僅掌握了人類的命運，甚至也能預告諸神、巨人以及侏儒的命運，她們的出現被視為諸神黃金時代的結束。她們同時也是司掌法律的女神。但實際上三人的名字都代表未來之意，分別代表過現未三時可能是因為與摩伊賴搞混的緣故。
在《新埃達》中，兀兒德被稱作「高貴之人」，薇兒丹蒂被稱作「同樣高貴的人」，斯庫爾德被稱為「第三高貴的人」，同時也稱她們作「支配命運的姊妹」（weird sisters），weird是日耳曼語中「命運（wyrd）」的字源。另外她們也被稱作「記述的女神」（die Schreiberinnen）用木片雕刻如尼文字。她們的主要任務織造命運之網，以及從兀兒德之泉中汲水澆灌世界之樹，這樣它的樹枝就不會腐爛。
她們的形象是：兀兒德是短髮、薇兒丹蒂是長髮、斯庫爾德則綁著髮辮。在古老的圖畫中，手持天秤的諾倫三女神，是公平與正義的化身。

## 主要出處
大量以古諾爾斯語寫成的文獻載有諾倫三女神的資料，其中最重要的就是《散文埃達》及《詩體埃達》：後者是描述諸神的詩歌，經常提及諾倫三姊妹；而前者除了是描寫諸神的詩歌外，更是由冰島詩人史洛里·斯圖拉松將神話重述、敘述及作出評論。
在英格兰，即使在基督教时代，命运女神的地位仍旧是不可动摇的。在莎士比亚的名剧《麦克白》中，命运三女神在“可怕的石南丛上”便明显地是来自于诺恩的传说。

## 諾倫三女神在現代流行文化中

### 以諾倫三女神設定角色的ACG作品
- 《五星物語》
- 《魔術士歐菲》
- 《魔偵探洛基》
- 《遊戲王》
- 《女神戰記》
- 《命運石之門》
- 《刀劍神域》
- 《妖怪公寓的優雅日常》

### 以諾倫三女神設定角色的遊戲作品
- 《NORN9 ノルン+ノネット》
- 《天使之戀online》時光夢境改版的副本BOSS及特殊融合寵物(譯名為:沃德.佩譚蒂.西寇提)
- 《召喚圖板 Summons Board》
- 《崩壞學園》
- 《Puzzle & Dragons》NO.1669,1671,1673
- 《神魔之塔》命運女神系列的水、火、木召喚獸
- 《LINE旅遊大亨》兀兒德，薇兒丹蒂，詩寇特
- 《怪物彈珠》No.566~No.568（微兒丹蒂）No.2606~No.2608（詩寇蒂）No.2609~No.2611（烏爾德）
- 《女神轉生系列》
- 《刺客教條：維京紀元》
- 《戰神：諸神黃昏》
- 《純白和弦》烏爾德、薇爾丹蒂、詩寇蒂
- 《眾神派對》尤丹尼亞（烏爾德）、凡妮莎（薇爾丹蒂）、桑德拉（詩寇蒂）